# Halowe Mistrzostwa Świata w Lekkoatletyce 1991 – bieg na 800 m mężczyzn
Bieg na 800 m mężczyzn – jedna z konkurencji rozgrywanych podczas halowych mistrzostw świata w lekkoatletyce w 1991. Eliminacje odbyły się 8 marca, półfinały miały miejsce 9 marca, finał zaś został rozegrany 10 marca.
Do eliminacji zgłoszonych zostało 26 zawodników z 20 państw.
Zawody w tej konkurencji wygrał reprezentant Kenii Paul Ereng. Drugą pozycję zajął zawodnik z Hiszpanii Tomás de Teresa, trzecią zaś reprezentujący Kanadę Simon Hoogewerf.

## Wyniki

### Eliminacje
Źródło: 
Bieg 1
| Miejsce | Zawodnik             | Państwo         | Wynik   | Uwagi |
| ------- | -------------------- | --------------- | ------- | ----- |
| 1.      | William Tanui        | Kenia           | 1:47,55 |       |
| 2.      | Mirosław Choczkow    | Bułgaria        | 1:48,74 |       |
| 3.      | Ikem Billy           | Wielka Brytania | 1:49,09 |       |
| 4.      | Markus Trinkier      | Szwajcaria      | 1:49,13 |       |
| 5.      | Luis Javier González | Hiszpania       | 1:51,47 |       |
| 6.      | Jean-Bosco Mondzomba | Kongo           | 1:56,23 | NR    |

Bieg 2
| Miejsce | Zawodnik            | Państwo  | Wynik   | Uwagi |
| ------- | ------------------- | -------- | ------- | ----- |
| 1.      | Ahmed Belkessam     | Algieria | 1:50,41 |       |
| 2.      | Andriej Sudnik      | ZSRR     | 1:50,51 |       |
| 3.      | Ton Baltus          | Holandia | 1:50,78 |       |
| 4.      | Charles Nkazamyampi | Burundi  | 1:50,80 |       |
| 5.      | Róbert Banai        | Węgry    | 1:51,10 |       |

Bieg 3
| Miejsce | Zawodnik        | Państwo   | Wynik   | Uwagi |
| ------- | --------------- | --------- | ------- | ----- |
| 1.      | Paul Ereng      | Kenia     | 1:50,48 |       |
| 2.      | Tomás de Teresa | Hiszpania | 1:50,56 |       |
| 3.      | Jussi Udelhoven | Niemcy    | 1:50,83 |       |
| 4.      | Mbiganyi Thee   | Botswana  | 1:51,89 | NR    |
| 5.      | Nadar Khan      | Pakistan  | 1:52,08 | NR    |

Bieg 4
| Miejsce | Zawodnik            | Państwo           | Wynik   | Uwagi |
| ------- | ------------------- | ----------------- | ------- | ----- |
| 1.      | Simon Hoogewerf     | Kanada            | 1:48,21 |       |
| 2.      | Pablo Squella       | Chile             | 1:49,07 |       |
| 3.      | Walerij Starodubcew | ZSRR              | 1:49,35 |       |
| 4.      | Ray Brown           | Stany Zjednoczone | 1:49,52 |       |
| 5.      | Morris Okinda       | Tanzania          | 1:55,42 |       |

Bieg 5
| Miejsce | Zawodnik        | Państwo           | Wynik   | Uwagi |
| ------- | --------------- | ----------------- | ------- | ----- |
| 1.      | Joachim Dehmel  | Niemcy            | 1:48,23 |       |
| 2.      | Martin Steele   | Wielka Brytania   | 1:48,28 |       |
| 3.      | Stanley Redwine | Stany Zjednoczone | 1:48,61 |       |
| 4.      | Peter Svaricek  | Austria           | 1:48,80 |       |
| 5.      | Luis Migueles   | Argentyna         | 1:49,00 | NR    |

### Półfinały
Źródło: 
Bieg 1
| Miejsce | Zawodnik        | Państwo   | Wynik   | Uwagi |
| ------- | --------------- | --------- | ------- | ----- |
| 1.      | Tomás de Teresa | Hiszpania | 1:49,80 |       |
| 2.      | Paul Ereng      | Kenia     | 1:49,96 |       |
| 3.      | Simon Hoogewerf | Kanada    | 1:50,04 |       |
| 4.      | Andriej Sudnik  | ZSRR      | 1:50,08 |       |
| 5.      | Ahmed Belkessam | Algieria  | 1:50,18 |       |
| 6.      | Peter Svaricek  | Austria   | 1:53,12 |       |

Bieg 2
| Miejsce | Zawodnik          | Państwo           | Wynik   | Uwagi |
| ------- | ----------------- | ----------------- | ------- | ----- |
| 1.      | William Tanui     | Kenia             | 1:47,74 |       |
| 2.      | Joachim Dehmel    | Niemcy            | 1:48,17 |       |
| 3.      | Stanley Redwine   | Stany Zjednoczone | 1:48,34 |       |
| 4.      | Mirosław Choczkow | Bułgaria          | 1:48,40 |       |
| 5.      | Martin Steele     | Wielka Brytania   | 1:48,77 |       |
| 6.      | Pablo Squella     | Chile             | 1:50,60 |       |

### Finał
Źródło: 
| Miejsce | Zawodnik        | Państwo           | Wynik   | Uwagi |
| ------- | --------------- | ----------------- | ------- | ----- |
| 01 !    | Paul Ereng      | Kenia             | 1:47,08 |       |
| 02 !    | Tomás de Teresa | Hiszpania         | 1:47,82 |       |
| 03 !    | Simon Hoogewerf | Kanada            | 1:47,88 | NR    |
| 4.      | Stanley Redwine | Stany Zjednoczone | 1:47,96 |       |
| 5.      | Joachim Dehmel  | Niemcy            | 1:50,58 |       |
| –       | William Tanui   | Kenia             | DSQ     |       |